# El Danubi
El Danubi, JW IX/7 (en txec Dunaj) és una simfonia per a orquestra i soprano composta per Leoš Janáček i estrenada el 2 de maig de 1948 a Brno, a la ràdio per l'Orquestra Simfònica de la Ràdio de Brno, dirigida per Břetislav Bakala.